# HMS Intrepid (1891)
Lo Intrepid fu un incrociatore protetto britannico utilizzato dalla Royal Navy dal 1892 al 1918.

## Storia

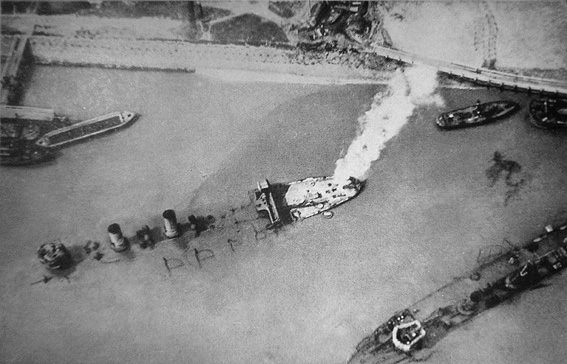
I relitti degli incrociatori britannici dopo il raid di Zeebrugge, aprile 1918. I relitti dello Intrepid e dello Iphigenia che bloccano l'imboccatura del canale navale di Bruges a Zeebrugge, 24 ottobre 1918.

Il Naval Defence Act 1889 portò la Royal Navy ad emettere ordini per la costruzione di ordini per 21 incrociatori protetti di seconda classe costituenti la classe Apollo.
Lo Intrepid aveva una Lunghezza fuori tutto di 95,7 m, una larghezza di 13,31 m e un pescaggio di 5,64 m. Il dislocamento della nave era di 3.600 tonnellate lunghe (3.700 t). Era una delle 10 navi della classe rivestita in legno e rame per ridurre le incrostazioni di cirripedi in carena.Un ponte corazzato compreso tra 32 e 51 mm proteggevano i caricatori e l'apparato motore della nave, mentre la torre di comando aveva 76 mm di protezione, mentre gli scudi dei cannoni da 152 mm avevano 110 mm di protezione. L'armamento era composto da 2 cannoni QF 6 in/40 da 152 mm in installazioni singole erano montati a prua e a poppa sulla linea centrale della nave, 6 cannoni QF 4.7 in Mk. I-IV da 120 mm in installazioni singole, tre per ciascuna fiancata. Per la protezione contro gli attacchi delle torpediniere vi erano 8 cannoni QF 6-pounder Hotchkiss da 57 mm in installazioni singole, e 1 cannone QF 3-pounder Hotchkiss da 47 mm in installazioni singole. L'armamento silurante era composto da 4 tubi lanciasiluri da 356 mm. La potenza motrice era pari a 7.000 ihp (5.200 kW), per una velocità di 18,5 nodi, anche se a tiraggio forzato furono raggiunti i 9.000 CV (6.700 kW) e i 19,75 nodi. La capacità di carbone era di 535 tonnellate. L'autonomia massima era pari a 8.000 miglia nautiche a 10 nodi.
Dopo il completamento nel novembre 1892, l'Intrepid fu di base a Portsmouth. Dal 1896 al 1899 prestò servizio presso la North America and West Indian Station, poi nel 1899 tornò a Portsmouth. Dopo un ciclo di lavori di raddobbo, ritornò in servizio nel marzo 1900, quando fu assegnato nella Fleet Reserve a Portsmouth. 
Nel 1902 entrò in servizio attivo a Portsmouth per il servizio nella Mediterranean Fleet.  Lasciò quella città il 14 ottobre, visitando Plymouth e Gibilterra lungo il percorso prima di arrivare al quartier generale della flotta a Malta più tardi in quello stesso mese. Tra l'ottobre 1902 e il 1904 prestò servizio nel Mediterraneo, visitando diversi porti e prendendo parte ad alcune esercitazioni navali. Alla fine del 1902 si trovava a Port Said, dove i membri del suo equipaggio fornivano la guardia navale al Duca e alla Duchessa di Connaught mentre visitavano la città a dicembre, in rotta per l'India. Dal 1904 prestò servizio al porto di Portsmouth fino al 1909. 
Insieme ad un certo numero di altre navi della sua classe, considerata obsoleta per il servizio come incrociatore, fu convertita in posamine presso il Chatham Dockyard. I lavori di conversione durarono dal 1907 al 27 settembre 1910. L'armamento fu ridotto a 4 cannoni Hotchkiss da 57 mm in installazioni singole, mentre la capacità di trasporto era pari a 100 mine. La nave era di stanza tra i porti di Dover e Sheerness. A metà del 1913 lo Iphigenia era attivo con lo squadriglia posamine della 2nd Fleet. Allo scoppio della prima guerra mondiale l'Intrepid aveva sede a Dover, svolgendo compiti di posamine come parte della Dover Patrol. Tra il 1915 e il 1916 svolse compiti di nave deposito in Russia. Nel 1917 fu utilizzata come nave deposito nel Mar Bianco in forza al British North Russia Squadron.
Rientrato in Gran Bretagna fu selezionato per l'Operazione Z.O., che doveva portare al blocco dei porti di Zeebrugge e Ostenda e impedire il transito di sottomarini e altre imbarcazioni d'attacco tedesche da Bruges al Mare del Nord. In particolare Thesis e Intrepid e Iphigenia furono assegnati al blocco del porto di Zeebrugge. Prima dell'attacco furono sbarcati parte dei cannoni, e i tre incrociatori mantennero a bordo solo gli impianti di dritta, con i quali, durante l'avvicinamento all'imbocco del canale di Zeebrugge, avrebbero dovuto controbattere le artiglierie nemiche sparanti dal Mole. Le tre unità avrebbero dovuto essere appoggiate nella loro azione dal Vindictive e da altre unità.
Il tentativo a Zeebrugge prevedeva l'utilizzo di truppe di terra in appoggio ed ebbe luogo, in contemporanea con quello di Ostenda, il 23 aprile, preceduto dal bombardamento navale effettuato dai monitori della Royal Navy. L'unità capofila, il Thesis (comandante Ralph Stuart Wykes-Sneyd), condusse la manovra di avvicinamento, ma nel cercare di evitare i proiettili nemici non riuscì ad evitare l'ostruzione retale posta a protezione della darsena con il risultato che essa si impigliò nelle eliche provocando l'arresto della nave. Il Thetis, fuori controllo, andò ad incagliarsi nel basso fondale a est del canale dragato che portava all'imboccatura del porto. Lo sparo di un razzo verde da bordo dell'incrociatore consentì alle altre due unità di defilare sul lato sinistro del Thetis e penetrare all'interno del canale di collegamento con il porto di Bruges passando per le acque dragate. Penetrate nel canale e giunte a poche decine di metri dalle chiuse, l'Intrepid (tenente Stuart Bonham Carter) e l'Iphigenia (tenente Edward Whaley Billyard-Leake) vennero fatte intraversare mettendo tutta la barra da un lato e sfalsando le macchie motrici in maniera opportuna. Le due unità vennero autoaffondate facendo esplodere le cariche di autodistruzione, mentre gli equipaggi furono portati in salvo dalle motolance di supporto. I loro relitti furono demoliti dopo la fine della guerra.

### Fonti
1. 1 2 3 4 5 6 7 8 9 10 11 12  Chesneau, Kolesnik 1979, p. 76.
2. 1 2  Gardiner, Gray 1985, p. 15.
3. ↑  Naval & Military intelligence in The Times No.36093, London.,19 March 1900. p.9.
4. ↑  "Naval & Military intelligence in The Times No.36889, London, 3 October 1902. p.8.
5. ↑  Naval & Military intelligence in The Times No.36898, London.,14 October 1902. p.7.
6. ↑  "Naval & Military intelligence in The Times, No.36908, London, 25 October 1902, p.12.
7. ↑  Latest intelligence - The Duke of Connaught in Egypt in The Times No.36945, London, 8 December 1902. p.5.
8. ↑  The Navy List.', (July, 1913). p. 385.
9. ↑  Ship's Log, The National Archives (TNA), 7 August 1916, ADM 53/44866.
10. ↑  Rizza 2021, pp. 24-25.
11. 1 2  Rizza 2021, p. 26.
12. ↑  Carpenter 1922, p. 74.
13. 1 2 3  Rizza 2021, p. 35.
14. ↑  Rizza 2021, p. 34.
15. 1 2 3  Rizza 2021, p. 36.
16. ↑  (EN) The London Gazette (PDF), n. 31189, 18 February 1919.